# Маффео Веджио
Маффео Веджио (итал. Maffeo Vegio, лат. Maphaeus Vegius; 1407—1458) — итальянский поэт и писатель
, писавший на латыни, гуманист. Многие специалисты считают его одним из лучших новолатинских поэтов XV века. Продолжил «Энеиду» Вергилия, написав заключительную 13-ю книгу. Развивал идеи воспитания человека со здоровым духом и телом.

## Биография

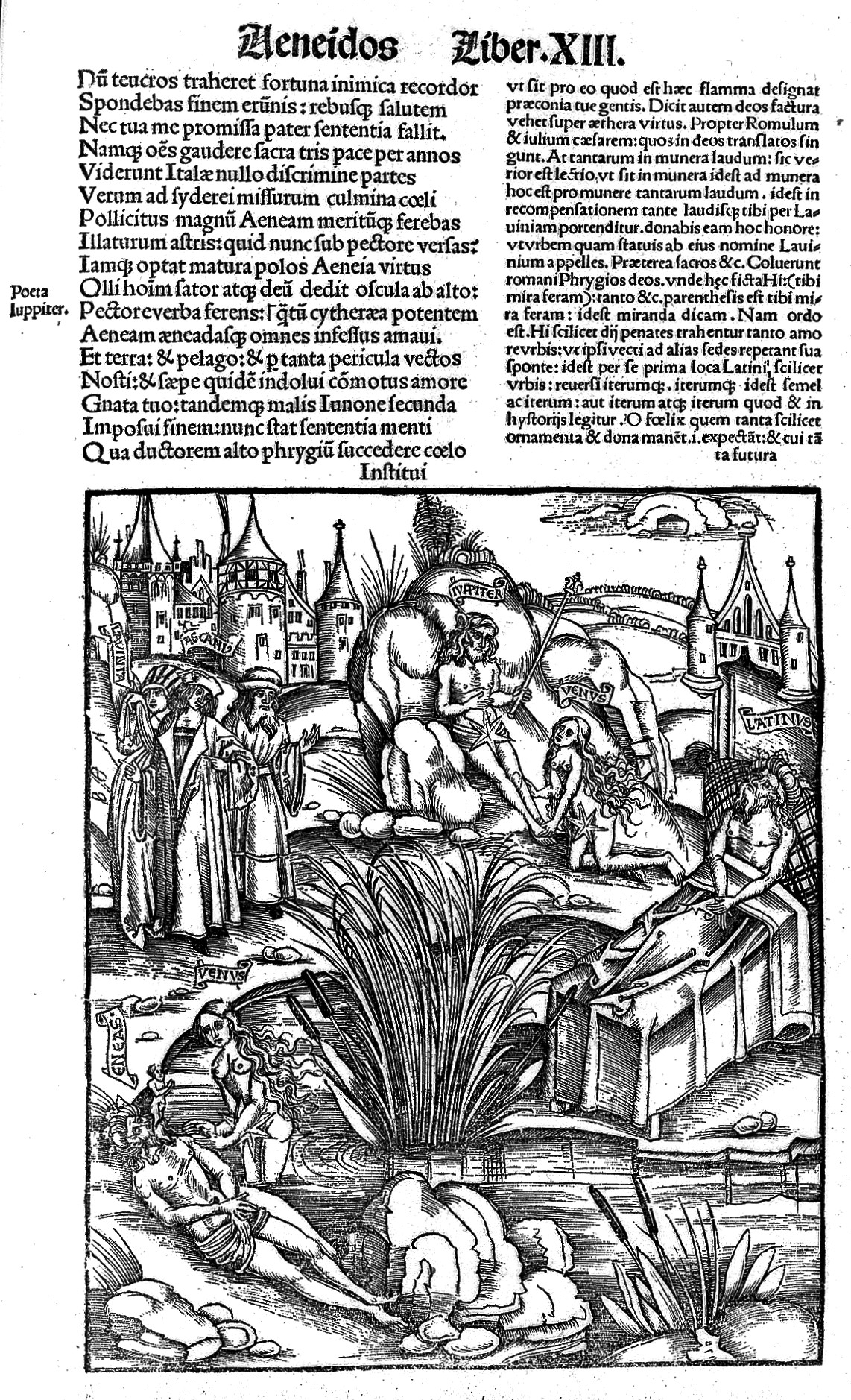
Апофеоз Энея. Иллюстрация из книги «Aeneidos Liber XIII»

Родился недалеко от Лоди в Ломбардии. Образование получил в университете Павии.
Автор около пятидесяти прозаических и поэтических произведений на латыни. Наиболее известен своим продолжением «Энеиды» Вергилия — «Supplementum» (Дополнение) или «Aeneidos Liber XIII», ставшим заключительной тринадцатой книгой «Энеиды».
В своём «Заключении» римской эпопеи Веджио рассказал о дальнейших странствованиях Энея. Хотя эта псевдовергилиевская книга и не отличалась большими литературными достоинствами, но в ту эпоху она пользовалась популярностью далеко за пределами Италии. Завершенное в 1428 году, это стихотворное произведение, состоящее из 600 строк, начинается сразу после окончания эпоса Вергилия и описывает брак Энея с Лавинией и его возможное обожествление.
Веджио также принадлежат эпический «Astyanax» (1430), повествующий о смерти сына Гектора, внука царя Трои Приама, и эпопея из четырёх книг «Vellus Aureum» («Золотое руно», 1431). В 1436—1437 годах он закончил свою эпопею о жизни христианского Святого Антония «Antonias».
Если физическая культура проникла в итальянскую школу того времени, это произошло благодаря идеям гуманистов Маффео Веджио, Витторино да Фельтре и других.
Веджио обратил на себя внимание папского двора и в 1443 году стал каноником ватиканского собора Святого Петра; на этой должности он служил до своей смерти в 1458 году. Умер августинским монахом.

## Память
Некоторые из стихотворений Веджио были позже использованы для создания мотетов композиторами эпохи Возрождения.